# Nephrotoma retenta
Nephrotoma retenta is een tweevleugelige uit de familie langpootmuggen (Tipulidae). De soort komt voor in het Palearctisch gebied.